# Élie de Rothschild
Le baron Élie Robert de Rothschild est un homme d'affaires français et collectionneur d'art né à Paris le 29 mai 1917 et mort à Scharnitz (Autriche) le 6 août 2007,.

## Biographie

### Famille
Élie de Rothschild est le fils de Robert de Rothschild (1880-1946) et de son épouse Gabrielle Nelly Beer (1886-1945), et petit-fils du baron Gustave de Rothschild, de la branche de Paris de la famille Rothschild.

### La guerre
Élie de Rothschild sert dans les troupes alliées au cours de la Seconde Guerre mondiale puis rentre en France à la fin de la guerre.
Sa vie d’aristocrate prend un tournant particulier en Belgique, le 17 mai 1940. Alors jeune sous-lieutenant au 11e régiment de Cuirassiers, comme tant d’autres, il est fait prisonnier. Avec son frère Alain, il tombe aux mains d’une armée que tous deux savent déjà plus que menaçante pour eux. Pour le régime du IIIe Reich, détenir deux Rothschild est un « trésor de guerre ». Une revanche sur la tentative manquée de main basse sur l’entreprise financière à aryaniser. 
Déjà en 1938 le baron Louis (de Vienne) fut arrêté. Un enlèvement et moyen de pression sur les autres membres de la famille aux ramifications européennes, les nazis souhaitant acquérir les entreprises minières et sidérurgiques que la dynastie possédait en Tchécoslovaquie.
Une rencontre entre les représentants nazis et le groupe Rothschild eut lieu à Paris. Une première négociation fut un échec. La rançon fut proposée en couronnes tchèques, devises alors sans valeur au change. Une contre-proposition aboutit à une acquisition en livres sterling, versée sous forme d’actions, et à la libération du baron Louis. 
Mais entre-temps, le groupe Rothschild avait flairé la guerre, qui pointait son nez. Par un judicieux système financier, il avait fait du complexe industriel tchécoslovaque, une propriété anglaise. Quant aux actions elles étaient aux mains de l’État de Vichy. Frustrés, les nazis allaient bientôt disposer de deux otages « symboles », en la personne d’Élie et de son frère Alain.

### «Quartier V.I.P»
Avec un grand nombre de prisonniers, ils traverseront une partie de l’Allemagne à pied et entreront par train le 23 mai au camp de Nienburg sur Weser (l’oflag X B, en Basse-Saxe). 
Après avoir été dénoncés par des camarades français informés de leur projet d’évasion, les deux frères (ayant projeté de se faire confectionner une tenue civile) seront transférés dans la forteresse de Colditz (oflag IV C).
De ses cinq ans de captivité, le baron Élie avait rapporté le souvenir de « bonnes conditions de détention » qu'il relativisait par rapport à celles de ses amis déportés. Il termina pourtant son périple de prisonnier de guerre au camp de Lübeck (Oflag X-C, dans le Schleswig-Holstein), réputé parmi les plus pénibles. À partir du 28 mai 1944, les anti-Allemands et Juifs y sont transférés. 
Ancien combattant et prisonnier de guerre, il aimait narrer son passé de captif.
Élie avait une histoire particulière au sein des Rothschild, qu’il partageait avec son frère Alain (décédé en 1982) ; au moment où la Judengasse de Francfort était rasée par les bombardements alliés il était en captivité, soit deux cents ans après la naissance de son ancêtre Mayer Amschel, agent financier du landgrave de Hesse-Kassel et premier banquier de la célèbre dynastie banquière.

### Mariage et après-guerre
Alors aux mains du Troisième Reich, Élie épousa une amie d’enfance, Liliane Fould-Springer ; l’union se fit par procuration en 1942. Elle était son aînée d’un an et ils s’étaient connus lorsque les deux familles se fréquentaient autour de Chantilly. 
Liliane Fould-Springer était la fille d'un banquier, le baron Eugène Fould-Springer, (cousin d'Achille Fould) et de la baronne autrichienne Marie-Cécile Von Springer, (petite fille de l'industriel le Baron Max Springer et petite-fille de Maximilien de Koenigswarter), couple qui avait acquis en 1923 de la famille Goüin le Palais abbatial de Royaumont et des terres avoisinantes, où Liliane et son frère Max ont passé leur vie.
Après la guerre, Élie retrouva une activité dans la propriété viticole de la famille dans le Bordelais en s’attelant à relancer les cépages de Château-Lafite, célèbre Premier Grand Cru classé de 1855. 
Pendant que son frère Alain et son cousin Guy reprenaient place au siège de la banque, il préparait une nouvelle activité du groupe financier. 
Puis vint le moment de céder la direction à son neveu Éric, qui fonda la marque Domaines Barons de Rothschild qui regroupe désormais une vingtaine de châteaux issus de différents cépages. 
Élie fut également actionnaire dans les remontées mécaniques au Mont-Blanc au Brévent puis à Chamonix, dont, en 1972, le comte Dino Lora Totino lui revendra la totalité de ses parts. 
Il détenait 25 % du capital de l'empire bancaire de la famille. Ancien président du conseil d'administration de la banque suisse Rothschild AG de Zurich, il avait participé à la reconversion de la compagnie ferroviaire Paris-Lyon-Marseille (PLM) en une chaîne d'hôtels et de restaurants. 
En 1979, il prit à son tour la présidence de la banque, au départ de son cousin Guy, pour peu de temps puisque deux ans plus tard, le gouvernement socialiste décida de nationaliser l’affaire familiale, qui se replia à Londres et à New York.

### Le baron et les femmes
Grand amateur d'art, il commence sa collection à l'âge de dix-huit ans ; après sa première année de droit, il achète un paysage d’Utrillo, qu'il complétera de toiles de Rembrandt, Dubuffet, Picasso. 
En 1955, il acquit l'ancien hôtel du comte Étienne de Beaumont rue Masseran à Paris, édifié pour le prince de Masserano en 1787-1788 par Brongniart ; son épouse y apportera un ensemble de boiseries d'époque Louis XVI provenant de l'ancien hôtel Gargan (place Vendôme, Paris), et le portrait en pied de Mme du Barry par Elisabeth Vigée-Lebrun (commencé à Louveciennes en septembre 1789, laissé inachevé avant d'être terminé après la Révolution).
Sa cuisine était l’une des premières tables privées de France sous la conduite des chefs Henri Provenchère, Robert Palluau, Sylvain Bel. Son vin était l'un des meilleurs au monde[réf. nécessaire].  
On lui attribua diverses liaisons : 
- Françoise de Langlade (en) (décédée en 1983), rédactrice en chef de Vogue et épouse du styliste Oscar de la Renta[réf. nécessaire] ;
- Pamela Digby, plus connue sous son nom d'épouse Pamela Harriman, aristocrate anglaise, ambassadrice des États-Unis de 1993 à 1997, que Liliane nommait en deux mots « cette femme »[réf. nécessaire] ;
- Eugénie Berkovics, journaliste rencontrée en Israël vers 1960 et qui mettra au monde Elie Jr de Rothschild[6],[7]
- la dernière, Ariane Dandois, antiquaire de la place Beauvau, avec qui il eut une fille, Ondine de Rothschild, de l'âge de sa petite-fille Esther-Eva[8].